# Dél-afrikai keskenyszájú orrszarvú
A dél-afrikai keskenyszájú orrszarvú (Diceros bicornis bicornis) az emlősök (Mammalia) osztályának páratlanujjú patások (Perissodactyla) rendjébe, ezen belül az orrszarvúfélék (Rhinocerotidae) családjába tartozó keskenyszájú orrszarvú (Diceros bicornis) egyik alfaja.

## Rendszertani besorolása
Az állat holotípusának az eredeti helye ismeretlen. 1758-ban, amikor is Carl von Linné svéd természettudós leírta és megnevezte az állatot "Rhinoceros" bicornis-nak, a származási helyének Indiát adta. Azonban ez a példány egy hamisítvány volt; az egyszarvú indiai orrszarvú (Rhinoceros unicornis) koponyájára ráragasztottak még egy tülköt. A hibát 1911-ben, Oldfield Thomas FRS-tag angol zoológus orvosolta amikor is vizsgálata után kijelentette, hogy a keskenyszájú orrszarvú leírásának eredeti helye a Jóreménység foka. Ezt az alfajt gyakran összetévesztik egy másik dél-afrikai alfajjal, a délnyugat-afrikai keskenyszájú orrszarvúval (Diceros bicornis occidentalis).

## Előfordulása
A dél-afrikai keskenyszájú orrszarvú előfordulási területe az 1700-as években még magába foglalta a Dél-afrikai Köztársaságot Nyugat-Fokföldtől egészen Limpopóig, valamint Namíbia déli részét. Talán Lesothóban és Botswana déli részén is jelen volt. A túlvadászás és élőhelyének elvesztése miatt, 1850-ben, ez az alfaj kihalt.

## Megjelenése
Az összes keskenyszájú orrszarvú alfaja között ez volt a legnagyobb méretű. Mindent amit az orrszarvú kinézetéről tudunk, a koponyának, fogazatnak és a csontoknak köszönhetően tudunk. Senki sem fényképezte le az élő vagy frissen lelőtt állatot. A koponyája nagyobb, mint a többi alfajé, még a saját csontjaihoz képest is nagy. A végtagjai rövidek és karcsúak voltak. A bőrredői a leírások szerint nem voltak túl kiemelkedőek.

## Életmódja
Az északibb, sivataghoz alkalmazkodott alfajtól eltérően, a dél-afrikai keskenyszájú orrszarvú a dél-afrikai dúsabb növényzettel táplálkozott.

## Fordítás
- Ez a szócikk részben vagy egészben  a   Southern black rhinoceros című angol Wikipédia-szócikk ezen változatának fordításán alapul.  Az eredeti cikk szerkesztőit annak laptörténete sorolja fel. Ez a jelzés csupán a megfogalmazás eredetét és a szerzői jogokat jelzi, nem szolgál a cikkben szereplő információk forrásmegjelöléseként.